# Melodrama
 Denne artikel omhandler en genre. Opslagsordet har også en anden betydning, se Melodrama (roman).
Melodrama er en genre inden for film og teater, der typisk handler om følelsesmæssige konflikter.

## Melodrama på film
Filmene er ofte meget moralsk funderede, så det er tydeligt at skelne imellem, hvem der er god, og hvem der er ond. De onde bliver straffet til sidst, og det elskende par ender med at få hinanden. [kilde mangler]
Film af denne type bliver ofte anset for at være rettet mod et kvindeligt publikum og har en stor kvindelig hovedrolle.[kilde mangler]
Bedst kendt er Borte med blæsten (Gone with the Wind), Victor Flemings film fra 1939, men i 1930'erne og 1940'erne var det ellers film med Bette Davis i hovedrollerne, der var meget populære.
I 1950'erne skabte den tyskfødte Douglas Sirk det ene melodrama efter det andet, som af nogle anses for geniale. Han er om nogen melodramaets mand.
| Film | Spire Denne filmartikel er en spire som bør udbygges. Du er velkommen til at hjælpe Wikipedia ved at udvide den. |